# Julius Streicher
Julius Streicher va ser un destacat nazi abans i durant la Segona Guerra Mundial. Conegut pel seu antisemitisme, va ser el fundador i editor del diari Der Stürmer, que es va convertir en un element central de la màquina de propaganda nazi. Després de la guerra, als Judicis de Nuremberg, va ser declarat culpable de crims contra la humanitat i fou penjat a la forca.

## Biografia
Streicher va néixer a Fleinhausen, al Regne de Baviera, i era un dels nou fills de Friedrich Streicher i la seva esposa Anna Weiss. Va treballar com a mestre d'escola primària, com el seu pare, i el 1909 va començar la seva carrera política, unint-se al Partit Demòcrata Alemany. Més tard diria que la política el va posar en contacte amb els jueus alemanys, i que "estava destinat a convertir-se en un escriptor i orador sobre política racial." El 1913 es va casar amb Kunigunde Roth, filla d'un forner, a Nuremberg. Van tenir dos fills, Lothar (nascut el 1915) i Elmar (nascut el 1918).

### Antisemitisme
Streicher es va unir a l'exèrcit alemany el 1914. Va guanyar la Creu de Ferro i va assolir el rang de tinent en el moment de l'armistici signat el 1918. El 1919, Streicher va ser actiu dins la Deutschvölkischer Schutz und Trutzbund, una de les diverses organitzacions antisemites sorgides després de la Primera Guerra Mundial dins l'anomenat moviment Völkisch. El 1920 es va afiliar al Partit Socialista Alemany, amb la intenció d'influir els socialistes alemanys cap a posicions antismeites, i començà a publicar el diari Der Deutsche Sozialist. Els seus esforços foren rebutjats i el portaren a abandonar el partit i integrar-se el 1921 a la Deutsche Werkgemeinschaft des Abendländisches (Comunitat de Treball de la Lliga d'Occident), que pretenia unir tot el moviment Völkisch.

### Nacionalsocialisme
El 1921, Streicher anà a Múnic per tal de sentir un discurs d'Adolf Hitler, una experiència que el transformà segons va afirmar posteriorment:
| « | "Mai havia vist a aquest home. I allà estava jo assegut, un desconegut entre desconeguts. El vaig veure, poc abans de la mitjanit, després d'haver parlat durant tres hores, amarat de suor, radiant. El meu veí va dir que va creure veure un halo al voltant del seu cap, i vaig experimentar una cosa que transcendia la quotidianitat" | » |
| — | |   |

Poc després, Streicher i els seus seguidors es van unir al Partit nazi de Hitler, duplicant-ne gairebé el nombre de militants. El maig de 1923 va fundar el diari Der Stürmer, que seria un dels principals difusors de la propaganda antisemita. El novembre d'aquell any, Streicher va participar en el primer esforç de Hitler per assolir el poder, el fallit Putsch de Múnic. Streicher marxà amb Hitler a la primera fila dels rebels, enfrontats a la policia de Múnic. La seva lleialtat en aquells fets li va valer la confiança i protecció de Hitler els anys següents, formant part del seu cercle més proper.
Quan el partit nazi va ser legalitzat de nou, i reorganitzat el 1925, Streicher va ser nomenat Gauleiter de la regió bavaresa de Francònia (que incloïa a la seva ciutat natal de Nuremberg). En els primers anys de creixement del partit, els Gauleiter eren essencialment funcionaris del partit, sense poder real, però en els últims anys de la República de Weimar, es van convertir en caps paramilitars. Com a electe del Landtag bavarès, gaudí d'una gran immunitat per difondre els seus missatges racistes.

### Reide Nuremberg
L'abril del 1933, amb l'aparell de l'Estat alemany sota control nazi, els poders de la figura del Gauleiter van augmentar enormement. Streicher va organitzar un dia de boicot als negocis jueus, jornada que es va utilitzar com un assaig general per a les mesures antisemites posteriors. A mesura que va consolidar la seva posició en el poder, va arribar a un control gairebé absolut de la ciutat de Nuremberg i el seu Gau de Francònia, fet que es feia evident en els sobrenoms emprats pels seus enemics: "Rei de Nuremberg" i la "Bèstia de Francònia."
Per protegir-se de qualsevol plet, inclús amb els seus camarades nazis, Streicher confià sempre en la protecció de Hitler. Hitler va declarar que Der Stürmer era el seu diari favorit, i va encarregar que cada edició setmanal s'exposés a la lectura pública en una marquesina especial, coneguda com a Stürmerkasten. El diari va arribar a una tirada màxima de 480.000 exemplars el 1935.
Streicher va afirmar més tard que ell era només "indirectament responsable" de l'aprovació de les lleis antijueves de Nuremberg del 1935, i que es va sentir ofès perquè no va ser consultat per a la redacció. El 1938, Streicher va ordenar la destrucció de la Gran Sinagoga de Nuremberg, fet que més tard va justificar perquè en desaprovava el disseny arquitectònic.

### Marginació política
Els excessos de Streicher provocaven condemnes fins i tot d'altres nazis, i el seu comportament era considerat irresponsable per una gran part de la direcció del partit. Entre els enemics en la jerarquia de Hitler en destacà Hermann Göring, que va arribar a afirmar que havia prohibit al seu personal llegir Der Stürmer.
Tot i la seva especial relació amb Hitler, la posició de Streicher després de 1938 va començar a deteriorar-se. Se'l va acusar d'apropiar-se personalment de béns de jueus després de la Nit dels vidres trencats del novembre de 1938, així com de divulgar notícies falses sobre Göring (com que la filla d'aquest, Edda, havia sigut concebuda per inseminació artificial). També li ocasionà greus conseqüències un comportament personal ple d'excessos, com l'adulteri no dissimulat, i diversos atacs verbals furiosos contra altres Gauleiters. El febrer de 1940 va ser desposseït de les oficines del partit, i es va retirar de la vida pública, tot i que se li va permetre continuar amb la publicació de Der Stürmer. Tot i així, mantingué una bona relació amb Hitler.

### Judici i execució
Quan Alemanya es va rendir als exèrcits aliats al maig de 1945, Streicher va dir més tard, va decidir suïcidar-se. Però va casar-se amb la seva ex secretaria, Adele Tappa. Dies després, el 23 de maig de 1945, Streicher va ser capturat a la ciutat de Waidring (Àustria), per un grup d'oficials nord-americans comandats per Henry Plitt, que era jueu. Streicher va declarar inicialment que era un pintor anomenat "Joseph Sailer," però després d'unes quantes preguntes, ràpidament admeté la seva veritable identitat. Julius Streicher no era membre de l'exèrcit i no havia participat directament en la planificació de l'Holocaust; no obstant això, el seu paper crucial en la incitació a l'exterminació dels jueus va ser suficient per incloure'l en el procés dels principals criminals de guerra davant el Tribunal Militar Internacional a Nuremberg, ciutat on havia estat un autoritat indiscutible.
Durant el judici, el capità Gustave Gilbert, psicòleg i oficial de parla alemanya de la intel·ligència nord-americana, que va tenir accés a tots els presoners detinguts a la presó de Nuremberg, va classificar Streicher com el processat amb menor coeficient intel·lectual.
Durant el seu judici, Streicher desplegà per última vegada la gran teatralitat que l'havia fet famós a la dècada de 1920. Va respondre a les preguntes del seu advocat amb consignes contra els jueus, els Aliats de la Segona Guerra Mundial, i el mateix tribunal. Va ser declarat culpable de crims contra la humanitat i condemnat a mort l'1 d'octubre de 1946.